# جيم رودس (لاعب غولف)
جيم رودس (بالإنجليزية: Jim Rhodes)‏ هو لاعب غولف بريطاني، ولد في 29 يناير 1946 في كانوك ‏ في المملكة المتحدة، وتوفي في 4 مارس 2015.

## وصلات خارجية
- جيم رودس على موقع رابطة أوروبا للاعبي الغولف المحترفين (الإنجليزية)